# Strandsnäckor
Strandsnäckor (Littorinidae) är en familj med över 200 arter av marina snäckor, och två färskvattenlevande arter, som återfinns över hela världen.

## Taxonomi
Följande taxonomi följer Taxonomy of the Gastropoda (Bouchet & Rocroi, 2005)

Underfamilj Littorininae (Children, 1834) - synonymer: Echinininae (Rosewater, 1972); Tectariinae (Rosewater, 1972); Melaraphidae (Starobogatov & Sitnikova, 1983)
- Littorina (Férussac, 1822) - typsläkte
- Mainwaringia (Nevill, 1885)[3]

Underfamilj Lacuninae (Gray, 1857) - synonymer: Risellidae (Kesteven, 1903); Cremnoconchinae (Preston, 1915); Bembiciidae (Finlay, 1928)
- Cremnoconchus Blanford, 1869[3][4] - två arter lever vid vattenfall i färskvatten.[5] - omfattar undersläktet Lissoconchus.[3]
- Lacuna (Turton, 1827) - synonym: Aquilonaria (Dall, 1886)

Underfamilj Laevilitorininae (Reid, 1989)
- Laevilitorina (Pfeiffer, 1886)

Underfamilj ?
- Afrolittorina (Williams, Reid & Littlewood, 2003)
- Algamorda (Dall, 1918)
- Austrolittorina (Rosewater, 1970)
- Bembicium (Philippi, 1846)
- Cenchritis (von Martens, 1900)
- Echinolittorina (Habe, 1956) - synonymer: Amerolittorina Reid, 2009;[6] Fossarilittorina Rosewater, 1981; Granulilittorina Habe & Kosuge, 1966; Lineolittorina Reid, 2009[6]
- Littoraria (Griffith & Pidgeon, 1834) - 39 arter
- Littorina (Férussac, 1822) - 18 arter
- Macquariella (Finlay, 1927)
- Melarhaphe (Menke, 1828)
- Echinolittorina - fördes tidigare till det parafyletiska släktet Nodilittorina (von Martens, 1897)[7]: 59 arter över hela världen.
- Austrolittorina - fördes tidigare till det parafyletiska släktet Nodilittorina (von Martens, 1897)[7]: fem arter
- Afrolittorina - fördes tidigare till det parafyletiska släktet Nodilittorina (von Martens, 1897)[7]: fyra arter
- Nodilittorina - monotypiskt släkte[7]
- Peasiella (Nevill, 1885)
- Pellilitorina (Pfeffer in Martens & Pfeffer, 1886)
- Risellopsis (Kesteven, 1902)
- Rissolitorina (Ponder, 1966)
- Tectarius (Valenciennes, 1833) - 11 arter. Synonym med Echininus (Clench & Abbott, 1942)

Synonymer:
- Haloconcha Dall, 1886 är synonym med Lacunaria Dall, 1885[källa behövs]